# Alopecosa obsoleta
Alopecosa obsoleta là một loài nhện trong họ Lycosidae.
Loài này thuộc chi Alopecosa. Alopecosa obsoleta được Carl Ludwig Koch miêu tả năm 1847.